# Desevio Payne
Desevio Ilan Payne (Greenwood, 30 novembre 1995) è un calciatore statunitense, difensore del Koninklijke HFC.

## Biografia
È nato a Greenwood, negli Stati Uniti, da padre trinidadiano e madre olandese. Si trasferisce con la famiglia nel paese materno all'età di un anno.

## Carriera

### Club
Prodotto delle giovanili del Groningen, compie il suo debutto in prima squadra il 22 febbraio 2015 contro l'Heerenveen. Nel 2017 passa all’Excelsior ma in due anni disputa solo due incontri di campionato. Il 19 giugno 2019 passa a parametro zero all’Emmen.